# Astilpnus multistriolatus
Astilpnus multistriolatus là một loài bọ cánh cứng trong họ Silvanidae. Loài này được Perris miêu tả khoa học năm 1866.